# 시애틀 시호크스
시애틀 시호크스(Seattle Seahawks)는 1976년 창단한 미국 워싱턴주 시애틀의 프로 미식 축구 팀이다. 현재 내셔널 풋볼 리그(NFL) 내셔널 풋볼 콘퍼런스(NFC) 웨스턴 디비전에 참가하고 있으며 홈구장은 루멘 필드이다. 시호크스는 1976년 탬파베이 버커니어스와 함께 구단 수 확장팀으로 참가하였다. AFC와 NFC 둘다 참가한 경험이 있는 유일한 구단이다. 시호크스는 2006년 한 번 슈퍼볼에 진출하였으나 당시 피츠버그 스틸러스에게 패하였다. 2010년, 그들은 5할 이하의 승률(7-9)을 기록 하고도 플레이오프에 진출한 첫 번째 NFL팀이 되었다. 그리고 1월 10일, 뉴올리언스 세인츠를 상대로 41-36 승리를 거두며 5할 이하의 승률을 기록 한팀중 첫 번째로 플레이오프에서 승리를 거둔 팀이 되었다. 시애틀의 디펜스는 NFL 최고로 꼽힌다.

## 역사
시애틀은 1972년, 시애틀 지역 경제 연합이 세운 시애틀 프로페셔널 풋볼 Inc.가 워싱턴주 시애틀을 연고로 하는 NFL팀을 참가하겠다고 선언하며 시작하였다. 그리고 1974년, NFL는 시애틀의 참가를 허용하며 1976년, 드디어 창단하게 된다.
2014년 2월 2일 슈퍼볼에서 덴버 브롱코스를 상대로 43 대 8로 승리하면서 팀 창단후 38년만에 우승하게 되었다. 이 슈퍼볼 48에서는 전반과 후반 모두 12초만에 점수를 내는 진기록을 만들어 냈다.
이후 49회 슈퍼볼(2015년 2월 2일 한국시간기준)에 2년 연속 진출하여 뉴잉글랜드 패트리어츠와 맞붙었다. 경기 종료 20초를 남겨두고 뉴잉글랜드 1야드 라인까지 전진해 역전 우승 할 수 있는 절호의 찬스에 엔드존에서 쿼터백 러셀 윌슨이 패스한 공을 패트리어츠 코너백 말컴 버틀러에게 인터셉트당하면서 결국 아쉽게 패하여 준우승에 머무르며, 2년 연속 우승엔 실패했다.

## 감독
- 피트 캐롤 Pete Carroll

## 유명선수들
- 리처드 셔먼 - 코너백 #25
- 마숀 린치 - 러닝백 #24
- 러셀 윌슨 - 쿼터백 #3
- 지미 그레이엄 - 타이트앤드 #88
- 얼 토머스 - 프리 세이프티 #29
- 캠 챈셀러 - 스트롱 세이프티 #31
- 바비 웨그너 - 라인배커 #59
- 스티븐 하우시카 - 키커 #4
- 마이클 베넷 - 디펜시브 엔드 #72